# Roberto Cammarelle
Roberto Cammarelle (Milán, 30 de julio de 1980) es un deportista italiano que compitió en boxeo.
Participó en tres Juegos Olímpicos de Londres 2012, obteniendo tres medallas, bronce en Atenas 2004, oro en Pekín 2008 y plata en Londres 2012, en el peso superpesado.
Ganó cuatro medallas en el Campeonato Mundial de Boxeo Aficionado entre los años 2005 y 2013, y tres medallas en el Campeonato Europeo de Boxeo Aficionado entre los años 2002 y 2011.

## Palmarés internacional
| Juegos Olímpicos   | Juegos Olímpicos         | Juegos Olímpicos  | Juegos Olímpicos |
| Año                | Lugar                    | Medalla           | Categoría        |
| ------------------ | ------------------------ | ----------------- | ---------------- |
| 2004               | Atenas (Grecia)          | Medalla de bronce | +91 kg           |
| 2008               | Pekín (China)            | Medalla de oro    | +91 kg           |
| 2012               | Londres (Reino Unido)    | Medalla de plata  | +91 kg           |
| Campeonato Mundial |                          |                   |                  |
| Año                | Lugar                    | Medalla           | Categoría        |
| 2005               | Mianyang (China)         | Medalla de bronce | +91 kg           |
| 2007               | Chicago (Estados Unidos) | Medalla de oro    | +91 kg           |
| 2009               | Milán (Italia)           | Medalla de oro    | +91 kg           |
| 2013               | Almaty (Kazajistán)      | Medalla de bronce | +91 kg           |
| Campeonato Europeo |                          |                   |                  |
| Año                | Lugar                    | Medalla           | Categoría        |
| 2002               | Perm (Rusia)             | Medalla de plata  | +91 kg           |
| 2004               | Pula (Croacia)           | Medalla de plata  | +91 kg           |
| 2011               | Ankara (Turquía)         | Medalla de plata  | +91 kg           |